# Ван Юйвей
Ван Юйвей (нар. 16 липня 1991) — китайська веслувальниця, бронзова призерка Олімпійських ігор 2020 року.

## Виступи на Олімпіадах
| Олімпіада           | Дисципліна     | Місце |
| ------------------- | -------------- | ----- |
| Ріо-де-Жанейро 2016 | парні четвірки | 6     |
| Токіо 2020          | вісімки        | 3     |

## Зовнішні посилання
- Ван Юйвей — олімпійська статистика на сайті Sports-Reference.com (англ.) (архівна версія)
- Ван Юйвей [Архівовано 30 липня 2021 у Wayback Machine.] на сайті FISA.

1. 1 2  Yuwei Wang
2. ↑  Wang Yuwei